# S&P グローバル・レーティング
S&Pグローバル・レーティング（英: S&P Global Ratings）は、アメリカ合衆国に本拠を置く企業であるS&P グローバル（NYSE: SPGI）の一部門であり、金融商品または企業・政府などにつき、その信用状態に関する意見及び投資情報を提供する、世界最大手の格付け機関である。
ニューヨーク市に本部を置き、世界26ヵ国にオフィスを展開している。企業や銀行等の金融機関（株式と債券の発行体）の信用力の調査研究を行い、2013年には世界総生産の約5％相当の3.5兆ドル（約357兆円）の債務に信用格付けを付与している。

## 歴史
1860年にヘンリー・ヴァーナム・プアーが始めた鉄道会社の債券の信用調査が淵源であり、1966年にマグロウヒル傘下となった。
日本の発行体については、1975年に初めて格付けを付与した。1986年に東京オフィスを開設。なお、日本ではスタンダード&プアーズの名称を冠する2つの法人、「S&Pグローバル・レーティング・ジャパン株式会社 （旧・スタンダード&プアーズ・レーティング・ジャパン株式会社）」と「S&PグローバルSFジャパン株式会社（旧・日本スタンダード&プアーズ株式会社）」が存在しているが、前者はアメリカ合衆国の登録格付け機関であるS&Pグローバル・レーティングの日本法人を意味し、後者は日本の登録格付け機関を意味している。いずれもオフィスは東京（丸の内北口ビル）にある。

## 格付け
格付けは、発行体の信用力に関する格付け（発行体格付け）と特定の債務に関してその債務者の信用力の格付け（個別債務格付け）に大別される。この格付けの対象である債券発行側から手数料収入を得て格付けを行うというビジネスモデルとなっている。
2000年代後半までのサブプライムローン関連債権などには、最上級であるAAA（トリプルＡ）など、高い格付けが行われていた債権が多数存在していた。
これらの債権は、世界金融危機に際し、わずか数日にて最上級からジャンク格にまでの格下げが実施された。これにより市場は大混乱に陥り、一連の金融危機に際し格付機関の責任も問われる事態となり、格付けの対象である債券発行側から手数料収入を得ているビジネスモデル・不透明性・説明責任などが問題視され、金融危機を引き起こした一角として、アメリカ合衆国上院・下院の両院で公聴会が開かれ、格付け機関の責任が問われる事態となった。
その後の格付けには、透明性、監督、説明責任の強化にかかる複数の条項が盛り込まれ、格付け機関に対する規制が実施されている。
以下の格付け定義は、S&P社のサイト（発行体格付け、個別債務格付け）からの引用である。

### 発行体格付け

#### 長期発行体格付け
- AAA：債務を履行する能力は極めて高い。最上位の発行体格付け。
- AA：債務を履行する能力は非常に高く、最上位の格付け（「AAA」）との差は小さい。
- A：債務を履行する能力は高いが、上位2つの格付けに比べ、事業環境や経済状況の悪化からやや影響を受けやすい。
- BBB：債務を履行する能力は適切であるが、事業環境や経済状況の悪化によって債務履行能力が低下する可能性がより高い。  
「BB」、「B」、「CCC」、「CC」に格付けされた発行体は投機的要素が強いと見なされる。この中で「BB」は投機的要素が最も低く、「CC」は投機的要素が最も高いことを示す。これらの発行体は、ある程度の質と債権者保護の要素を備えている場合もあるが、その効果は、不確実性の大きさや事業環境悪化に対する脆弱さに打ち消されてしまう可能性がある。
- BB：より低い格付けの発行体ほど脆弱ではないが、事業環境、財務状況、または経済状況の悪化に対して大きな不確実性、脆弱性を有しており、状況によっては債務を期日通りに履行する能力が不十分となる可能性がある。
- B：現時点では債務を履行する能力を有しているが、「BB」に格付けされた発行体よりも脆弱である。事業環境、財務状況、または経済状況が悪化した場合には債務を履行する能力や意思が損なわれ易い。
- CCC：債務者は現時点で脆弱であり、その債務の履行は、良好な事業環境、財務状況、および経済状況に依存している。
- CC：債務者は現時点で非常に脆弱である。
- プラス記号 (+) とマイナス記号 (-) ：「AA」から「CCC」までの格付けには、プラス記号またはマイナス記号が付されることがあり、それぞれ、各カテゴリーの中での相対的な強さを表す。
- R：財務上の問題が理由で規制当局の監督下に置かれている債務者に付与される。規制当局の監督下にある間は、当局が特定の種類の債務について他の債務より支払いを優先させる権限を持つことがある。
- SDおよびD：債務の少なくとも一部（格付けの有無を問わない）が予定期日に履行されなかったことを示す。「D」は、債務者が全面的に債務不履行に陥り、全て、または実質的に全ての債務について期日に支払を行わないとスタンダード＆プアーズが判断する場合に付与される。「SD（Selective Default：選択的債務不履行）」は、債務者がある特定の債務または特定の種類の債務を選択して不履行としたものの、その他の債務については期日通りに支払いを継続するとスタンダード＆プアーズが判断する場合に付与される。
- N.R.：当該発行体が格付けされていないことを示す。

#### 短期発行体格付け
- A-1：債務を履行する能力は高い。最上位の短期発行体格付け。債務履行能力が極めて高いと見なされる場合には、プラス記号 (+) が付される。
- A-2：債務を履行する能力は十分にあるが、より上位の格付けに比べると、事業環境や経済状況の悪化からやや影響を受けやすい。
- A-3：債務を履行する能力は適切であるが、事業環境や経済状況の悪化によって債務履行能力が低下する可能性がより高い。
- B：現時点では債務を履行する能力を有しているが、脆弱で投機的な要素が強いと見なされる。事業環境、財務状況、または経済状況の悪化に対して大きな不確実性、脆弱性を有しており、状況によっては債務を期日通りに履行する能力が不十分となる可能性がある。
- C：債務者は現時点で脆弱であり、その債務の履行は、良好な事業環境、財務状況、および経済状況に依存している。
- R：財務上の問題が理由で規制当局の監督下に置かれている債務者に付与される。規制当局の監督下にある間は、当局が特定の種類の債務について他の債務より支払いを優先させる権限を持つことがある。
- SDおよびD：債務の少なくとも一部（格付けの有無を問わない）が予定期日に履行されなかったことを示す。「D」は、債務者が全面的に債務不履行に陥り、全て、または実質的に全ての債務について期日に支払を行わないとスタンダード＆プアーズが判断する場合に付与される。「SD（Selective Default：選択的債務不履行）」は、債務者がある特定の債務または特定の種類の債務を選択して不履行としたものの、その他の債務については期日通りに支払いを継続するとスタンダード＆プアーズが判断する場合に付与される。
- N.R.：当該発行体が格付けされていないことを示す。

### 個別債務格付け

#### 長期個別債務格付け
- AAA：当該債務を履行する債務者の能力は極めて高い。最上位の個別債務格付け。
- AA：当該債務を履行する債務者の能力は非常に高く、最上位の格付け（「AAA」）との差は小さい。
- A：当該債務を履行する債務者の能力は高いが、上位2つの格付けに比べ、事業環境や経済状況の悪化からやや影響を受けやすい。
- BBB：当該債務履行のための財務内容は適切であるが、事業環境や経済状況の悪化によって当該債務を履行する能力が低下する可能性がより高い。  
「BB」、「B」、「CCC」、「CC」、「C」に格付けされた債務は投機的要素が強いと見なされる。この中で「BB」は投機的要素が最も低く、「C」は投機的要素が最も高いことを示す。これらの債務は、ある程度の質と債権者保護の要素を備えている場合もあるが、その効果は、不確実性の大きさや事業環境悪化に対する脆弱さに打ち消されてしまう可能性がある。
- BB：他の「投機的」格付けに比べて債務が不履行になる可能性は低いが、事業環境、財務状況、または経済状況の悪化に対して大きな不確実性、脆弱性を有しており、状況によっては当該債務を履行する能力が不十分となる可能性がある。
- B：債務者は現時点では当該債務を履行する能力を有しているが、当該債務の履行にかかる不確実性は「BB」に格付けされた債務よりも高い。事業環境、財務状況、または経済状況が悪化した場合には、当該債務を履行する能力や意思が損なわれ易い。
- CCC：当該債務の履行について現時点で不確実性が高く、債務の履行は、良好な事業環境、財務状況、および経済状況に依存している。事業環境、財務状況、または経済状況が悪化した場合に、債務者が当該債務を履行する能力を失う可能性が高い。
- CC：当該債務の履行について現時点で不確実性が非常に高い。
- C：劣後債務または優先株式に「C」が付された場合には、当該劣後債務または優先株式の支払いについて現時点で不確実性が非常に高いことを表す。また、倒産手続きの申請などが行われたにもかかわらず当該債務が引き続き履行されている場合にも「C」が用いられることがある。さらに、「C」が付される別なケースとして、現在は配当支払いが行われているが過去の配当が繰り延べられたままになっている優先株式、および配当支払いは継続されているが償還基金への積み立てが繰り延べられている優先株式が挙げられる。
- D：当該債務は不払いとなっている。「D」は、当該債務の支払いが期日通り行われない場合に用いられる。支払猶予期間中であっても、支払猶予期間中に支払いが行われないとスタンダード&プアーズが判断した場合には、「D」が用いられる。また、倒産手続きの申請などが行われ、当該債務の支払いが危ぶまれる場合にも用いられる。
- プラス記号 (+) とマイナス記号 (-) ：「AA」から「CCC」までの格付けには、プラス記号またはマイナス記号が付されることがあり、それぞれ、各カテゴリーの中での相対的な強さを表す。
- N.R.：格付けの依頼がない、格付けを確定するには情報が不十分である、またはスタンダード＆プアーズが方針として当該債務に格付けをしない場合を表す。

#### 短期個別債務格付け
- A-1：最上位の短期個別債務格付け。当該債務を履行する債務者の能力は高い。最上位当該債務を履行する債務者の能力が極めて高いと見なされる場合には、プラス記号 (+) が付される。
- A-2：当該短期債務を履行する債務者の能力は十分であるが、より上位の格付けに比べると、事業環境や経済状況の悪化からやや影響を受けやすい。
- A-3：当該短期債務履行のための財務内容は適切であるが、事業環境や経済状況の悪化によって当該債務を履行する能力が低下する可能性がより高い。
- B：「B」に格付けされた短期債務は投機的要素が強いと見なされる。債務者は現時点では当該債務を返済する能力を有しているものの、大きな不確実性を抱えており、当該債務を履行する能力が不十分となる可能性がある。
- C：当該短期債務の履行について現時点で不確実性が高く、債務の履行は、良好な事業環境、財務状況、および経済状況に依存している。
- D：当該短期債務は不払いとなっている。「D」は、当該債務の支払いが期日通り行われない場合に用いられる。支払猶予期間中であっても、支払猶予期間中に支払いが行われないとスタンダード＆プアーズが判断した場合には、「D」が用いられる。また、倒産手続きの申請などが行われ、当該債務の支払いが危ぶまれる場合にも用いられる。

#### 短期・長期に共通
- 符号「i」：小文字の「i」の符号は個別債務に用いられ、その利払いが行われる蓋然性を決定付ける信用上の要因または条件、あるいはその両方が、元本の支払いの蓋然性を決定付ける信用上の要因または条件、あるいはその両方と異なる場合に付される。「i」の符号は、当該格付けが債務の利息部分のみに対応することを示す。「i」の符号は常に、元本支払いの蓋然性を示す「p」の符号と併せて用いられる。例えば「AAAp N.R.i」という格付けは、その債務の元本部分の格付けが「トリプルA」で、利息部分は「格付けなし (N.R.) 」であることを示す。
- 符号「p」：小文字の「p」の符号は個別債務に用いられ、その元本の支払いが行われる蓋然性を決定付ける信用上の要因または条件、あるいはその両方が、利払いの蓋然性を決定付ける信用上の要因または条件、あるいはその両方と異なる場合に付される。「p」の符号は、当該格付けが債務の元本部分のみに対応することを示す。「p」の符号は常に、利払いの蓋然性を示す「i」の符号と併せて用いられる。例えば「AAAp N.R.i」という格付けは、その債務の元本部分の格付けが「トリプルA」で、利息部分は「格付けなし (N.R.) 」であることを示す。